# 沙朗通學校站
沙朗通學校站（法語：Charenton - Écoles）是巴黎地鐵的一個車站。沙朗通學校站位於沙朗通勒蓬，是巴黎地鐵8號線的車站。車站開通於1942年10月5日。在1970年9月19日之前，沙朗通學校站是巴黎地鐵8號線東側的端點。

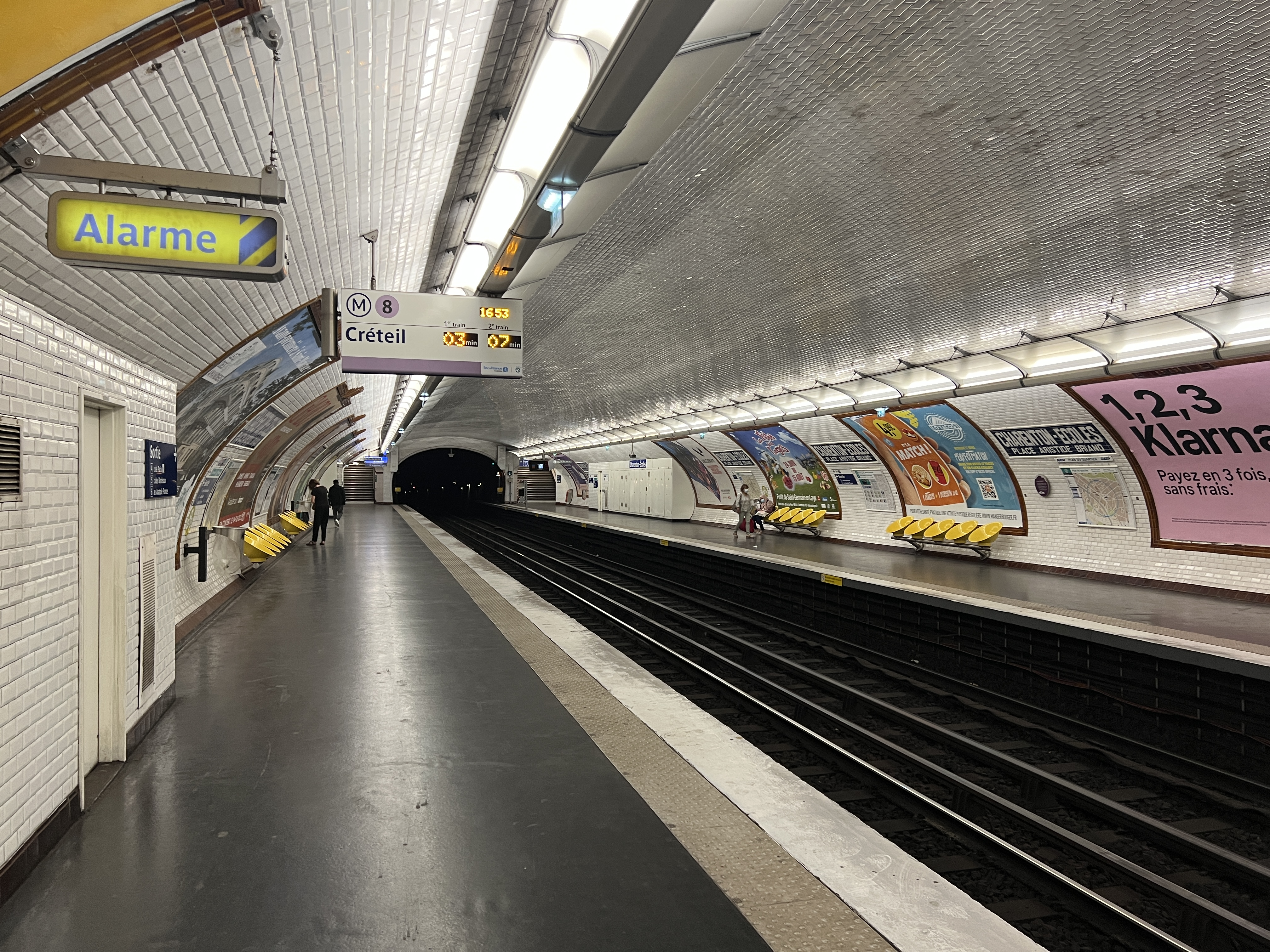
月台（2022年7月）

## 車站結構
| 街道層 |                    |                                |
| B1     | 月台連接夾層       |                                |
| 月台層 | 側式月台，右側開門 | 側式月台，右側開門             |
| 月台層 | 往巴拉             | 往巴拉（自由）                 |
| 月台層 | 往湖之角           | 往湖之角（邁松阿爾福獸醫學校） |
| 月台層 | 側式月台，右側開門 |                                |